# Born to Try
"Born to Try" é uma balada em piano, composta por Delta Goodrem e Audius Mtawarira, produzida por Ric Wake para o primeiro álbum de Delta, Innocent Eyes de 2003.
Goodrem, que fazia o papel de Nina Tucker na série Neighbours  performou a canção em um episódio da série, no qual seu personagem estava se lançando na carreira musical. A balada provou ser um sucesso, debutando em terceiro lugar nas charts Australianas, antes de atingir o primeiro lugar, tornando-se assim o primeiro single numero um de Goodrem. Ficou três semanas no top 10 e vendeu aproximadamente 210,000 copias, tornando-se o single mais vendido de 2002. No Reino Unido, "Born to Try" debutou e teve seu pico no terceiro lugar, ficando 11 semanas no top 40. O single também foi número um na Nova Zelândia.

## História
Goodrem co-escreveu a canção com o produtor e compositor Audius Mtawarira em sua casa em Sydney. Os dois se conheceram em 2001 como Goodrem declara "Audius e eu nos damos muito bem, e alguém na gravadora sugeriu que trabalhássemos juntos. Ele foi até minha casa, fizemos um lanche, e escrevemos quatro canções naquela tarde. 'Born To Try' foi a última. Nós compomos naturalmente, e não houve nenhum tipo de pressão, a música apenas fluiu.".
"Born to Try" não foi o primeiro single de Delta. Em 2001, ela lançou a música "I Don't Care", mas a música não emplacou.
A música foi incluída na versão americana do álbum "Delta", lançado em 15 de Julho de 2008. A música também foi incluída na trilha sonora internacional da novela Celebridade (2003-04).

## Formatos e Faixas
Single Australiano (CD)
1. "Born to Try" — 4:13
2. "Born to Try" (Graham Stack remix) — 4:14
3. "Born to Try" (demo original) — 4:14

Single do Reino Unido (CD)
1. "Born to Try"
2. "Born to Try" (versão demo)
3. "In My Own Time"

Single do Reino Unido (CD)
1. "Born to Try" (radio edit)
2. "Born to Try" (Mash Master mix)
3. "Longer"
4. "Born to Try" (video clipe)

Versões oficiais
1. "Born to Try" (demo version)
2. "Born to Try" (Graham Stack remix)
3. "Born to Try" (Mash club mix)
4. "Born to Try" (Mash Master mix)
5. "Born to Try" (Mash radio edit)
6. "Born to Try" (U.S. mix)

## Desempenho nos Charts
| Chart (2002)            | Pico posição |
| ----------------------- | ------------ |
| Austrália (ARIA Charts) | 1            |
| Chart (2003)            | Pico posição |
| Irlanda                 | 13           |
| Holanda                 | 18           |
| Nova Zelândia           | 1            |
| Suíça                   | 58           |
| Reino Unido             | 3            |

| Charts Anuais (2002)            | Pico posição | Semanas no chart | Certificação          |
| ------------------------------- | ------------ | ---------------- | --------------------- |
| Austrália (singles chart)(ARIA) | 34           |                  | 3x Platina (210,000+) |
| Austrália(ARIA)                 | 5            |                  | 3x Platina (210,000+) |
| Charts Anuais (2003)            | Pico posição | Semanas no chart | Certificação          |
| Austrália (ARIA)(Singles Chart) | 4            |                  | 3x Platina(210,000+)  |
| Austrália (ARIA)(Artist Chart)  | 1            |                  | 3x Platina(210,000+)  |
| Nova Zelândia (RIANZ)           | 5            | 24               |                       |